# ذا داليس
ذا داليس هي مركز مقاطعة واسكو في ولاية أوريغون الأمريكية

## المناخ
يظهر الجدول التالي التغييرات المناخية على مدار السنة لذا داليس:
| البيانات المناخية لـذا داليس      | البيانات المناخية لـذا داليس | البيانات المناخية لـذا داليس | البيانات المناخية لـذا داليس | البيانات المناخية لـذا داليس | البيانات المناخية لـذا داليس | البيانات المناخية لـذا داليس | البيانات المناخية لـذا داليس | البيانات المناخية لـذا داليس | البيانات المناخية لـذا داليس | البيانات المناخية لـذا داليس | البيانات المناخية لـذا داليس | البيانات المناخية لـذا داليس | البيانات المناخية لـذا داليس |
| الشهر                             | يناير                        | فبراير                       | مارس                         | أبريل                        | مايو                         | يونيو                        | يوليو                        | أغسطس                        | سبتمبر                       | أكتوبر                       | نوفمبر                       | ديسمبر                       | المعدل السنوي                |
| --------------------------------- | ---------------------------- | ---------------------------- | ---------------------------- | ---------------------------- | ---------------------------- | ---------------------------- | ---------------------------- | ---------------------------- | ---------------------------- | ---------------------------- | ---------------------------- | ---------------------------- | ---------------------------- |
| الدرجة القصوى °ف (°م)             | 71 (22)                      | 69 (21)                      | 80 (27)                      | 95 (35)                      | 107 (42)                     | 108 (42)                     | 111 (44)                     | 110 (43)                     | 105 (41)                     | 93 (34)                      | 72 (22)                      | 66 (19)                      | 111 (44)                     |
| متوسط درجة الحرارة الكبرى °ف (°م) | 42.2 (5.7)                   | 48.0 (8.9)                   | 57.0 (13.9)                  | 64.4 (18.0)                  | 72.9 (22.7)                  | 79.1 (26.2)                  | 87.5 (30.8)                  | 87.3 (30.7)                  | 80.1 (26.7)                  | 65.7 (18.7)                  | 50.0 (10.0)                  | 40.3 (4.6)                   | 64.5 (18.1)                  |
| متوسط درجة الحرارة الصغرى °ف (°م) | 31.0 (−0.6)                  | 31.8 (−0.1)                  | 36.6 (2.6)                   | 41.5 (5.3)                   | 48.6 (9.2)                   | 54.8 (12.7)                  | 60.4 (15.8)                  | 59.5 (15.3)                  | 51.6 (10.9)                  | 42.3 (5.7)                   | 35.3 (1.8)                   | 30.2 (−1.0)                  | 43.6 (6.5)                   |
| أدنى درجة حرارة °ف (°م)           | −14 (−26)                    | −4 (−20)                     | 11 (−12)                     | 23 (−5)                      | 28 (−2)                      | 37 (3)                       | 40 (4)                       | 42 (6)                       | 29 (−2)                      | 15 (−9)                      | −1 (−18)                     | −5 (−21)                     | −14 (−26)                    |
| الهطول إنش (مم)                   | 2.57 (65)                    | 1.6 (41)                     | 1.19 (30)                    | 0.65 (17)                    | 0.58 (15)                    | .41 (10)                     | 0.16 (4.1)                   | 0.23 (5.8)                   | 0.47 (12)                    | 0.99 (25)                    | 2.14 (54)                    | 2.73 (69)                    | 13.72 (347.9)                |
| متوسط تساقط الثلوج إنش (سم)       | 1.9 (4.8)                    | 0.8 (2.0)                    | 0.5 (1.3)                    | 0.0 (0.0)                    | 0.0 (0.0)                    | 0.0 (0.0)                    | 0.0 (0.0)                    | 0.0 (0.0)                    | 0.0 (0.0)                    | trace                        | 0.5 (1.3)                    | 1.3 (3.3)                    | 4.8 (12)                     |
| المصدر: NOAA                      |                              |                              |                              |                              |                              |                              |                              |                              |                              |                              |                              |                              |                              |

## أعلام
- ألان إمبري
- بين موسى
- لويس أ. مكارثر
- تود نيلسون
- نانسي بايلي
- ألفرد إس. بينيت
- فيلما روبرتس